# Юрченкове (Вовчанська міська громада)
Юрченко́ве — село в Україні, у Вовчанській міській громаді Чугуївського району Харківської області. Населення становить 933 осіб. До 2020 орган місцевого самоврядування — Юрченківська сільська рада.

## Географія
Село Юрченкове знаходиться на відстані 1 км від селища Білий Колодязь та за 3 км від річки Пільна.
На відстані 1 км проходить залізниця, найближча станція Білий Колодязь. Поруч проходить автомобільна дорога Т 2104.

## Історія
Село Юрченкове, та його історичне минуле.
Юрченкове. Поселення виникло в кінці XIV століття. Першим поселенцем був дехто Юрченко. Хутір Юрченкове займав територію по яру в сучасних межах. Було два ряди хат. Селилися за родинними ознаками. Корінні прізвища: Бондар, Капустян, Луб'янко, Лисенко, Лимар, Потикун, Ковбаса, Галушка, Ребрун, Шкрьогаль, Пилипець, Прасол, Юрченко, Мартовицький, Овчаренко, Пасинок.        
Юрченкове до 1861 року, належало своєму володарю - Скалону, після скасування кріпосного права, селяни села працювали по найму на його землях, тут же була його "економія". Вона займала площу південніше сучасного парку, де зараз мешкають Прасоли. Там стояли: два хліва для 200 голів волів, хата двох сімей наймитів, кухня для літнього сезону, капітальна контора в саду площею 0,5 га, де жив керуючий (тепер тут проживають Юрченки та Мірошніченки), в городах у яру був ставок, де напували скотину (це місце збереглося й зараз).
За даними на 1864 рік на власницькому хуторі Білоколодязької волості Вовчанського повіту мешкало 841 особи (418 чоловіків та 423 жінки), налічувалось 85 дворових господарств.
У 1905 році після земельної реформи (столипінщина) частину землі граф Скалон продав Юрчанам з виплатою вподовж 49 років. Селяни одержали можливість збільшити наділи землі. В приміщенні колишньої контори відкрили школу, яка проіснувала до 1957 року. В цьому році колгосп переніс її на фундамент клубу, що згорів, значно розширив, додавши декілька фінських будиночків. З 1959 року школа запрацювала.
З 1906 року село почало швидко забудовуватись: верхній ряд - від школи, по' горі від Бондаренків до Прасолів, далі - по яру від Краснокутських до Бондарів.
У Юрченковому була школа, яку, за спогадами старожилів, побудували близько 1870 року на кошти Вовчанського земства. Вона була двокласною, в ній працювало два вчителі, навчались спочатку лише хлопці, один раз на тиждень дві години заняття проводив піп. Ця школа була знесена в 1928 році, а натомість у 1929 році побудували клуб з бібліотекою. У 1942 році в клубі був військовий майновий склад, який був спалений військами Червоної Армії. На цьому місці зараз стоїть сучасна школа.
У цей час селянам дали ділянки землі по 8 та 10 га по Харченківському та Крейдяному ярах. У Харченковому побудували 13 хат, в Крейдяному -22. Під час суцільної колективізації ці хутори розбіглись: На 1933 рік  у Харченковому залишилось 4 подвір'я, в Крейдяному - 7. В 1939 році за ухвалою уряду всі мешканці були переселені до Юрченкового. В Крейдяному в 1928 році була відкрита школа. У 1931 побудована на вигоні нова двокласна для учнів першого та другого класів. Учні старших класів ходили до школи в Юрченкові, де, на той час, було дві школи: І-в приміщенні колишньої панської контори, П-в будинку колишнього дрібного купця Олексія Шкрьогала, який в 1907...1908 р. р. побудував будинок з крамницею, а під час революції виїхав до Харкова. Під час війни в цій будівлі був шпиталь, в якому від тяжких ран та контузій померло 172 червоноармійця. їхні останки були поховані спочатку поряд із шпиталем, а в 1957 і   1994 р.р. перепоховані в парку. Парки в Юрченковому були насаджені: перші два-в 1948 році, третій-у 1967 році (вулиця Польова).
У 1929 році почалась примусова колективізація. Червоною владою було пограбовано 11 дворів,а мешканців вислано до Архангельської та Вологодської областей. Колгосп було названо "Краща доля". У 1935 році колгосп перейменували на честь секретаря Болгарської комуністичної партії в колгосп імені Димитрова.
В 1930 році була проведена земельна реформа, за якою половину площ передали Землянському відділку Першого імені Петровського цукрокомбіната. Юрченківська земля після революції та в часи НЕПу займала площу: біля .залізниці в напрямку Вовчанська - відразу за полустанком "Мошель", у районі хутора Крейдяного від сучасної межі на схід-1,5 км. Колгоспу імені Димитрова залишили 1750 га.
Колгосп  до війни був передовим по урожайності цукрового буряка, озимих культур. Тваринництво було слабким: десь близько 150 голів великої рогатої худоби (ВРХ), 70...80 голів коней, близько 100 голів свиней.
Землі оброблялись технікою машино-тракторних станцій (МТС). Біло-Колодязька МТС була організована однією із перших Харківській області (стала до ладу в 1927... 1928 р.р.).
В 1907...1909 р.р. в селі був побудований млин хазяїном Борза ком (за національністю чи - то поляк, чи - то німець). Обладнання було завезене з Німеччини. Після революції млин був націоналізований і працював як державне підприємство до 1970 року, поки його не викупив у свою власність колгосп.
В серпні 1959 року за ухвалою облвиконкому колгосп імені Димитрова об'єднали з колгоспом імені Ворошилова (село  Шевченкове) та перепрофілювали в спеціальне господарство (спецгосп) по відгодівлі ВРХ і передали міжколгоспний відгодівельний пункт в селищі Білий Колодязь.

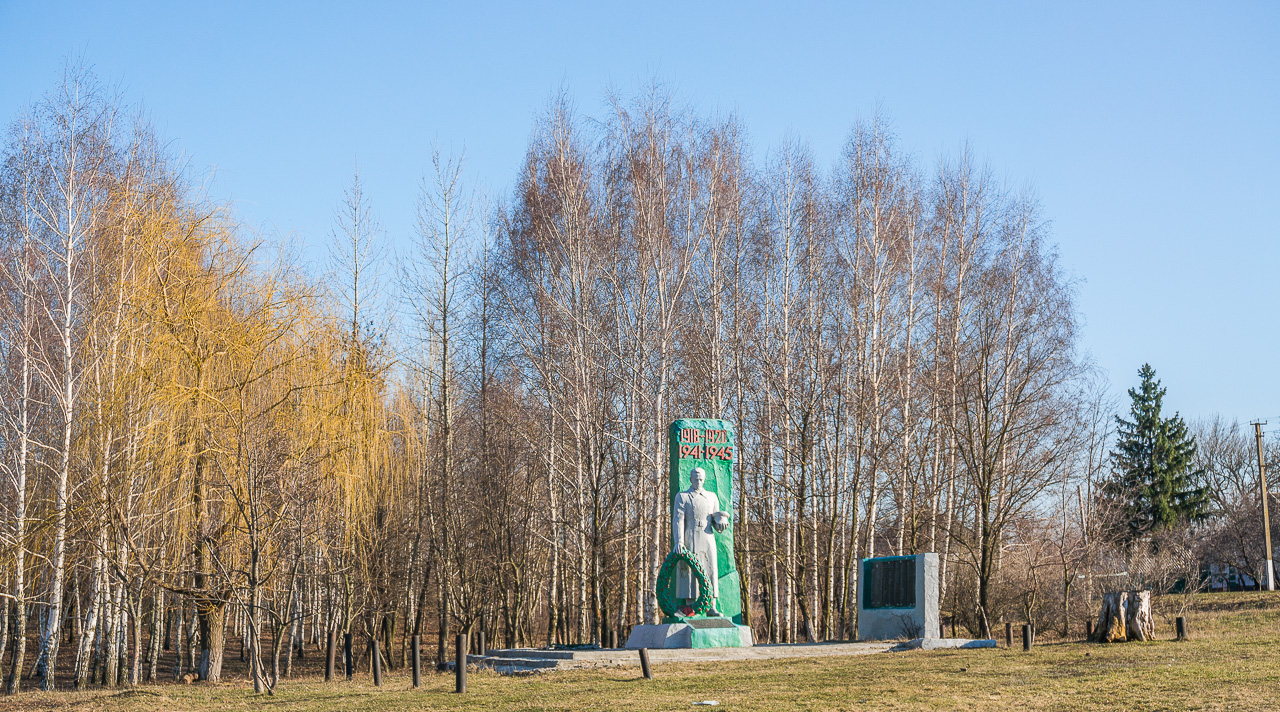
Пам'ятник воїнам-односельчанам

В 1960 році почалося бурхливе будівництво тваринницьких приміщень. На кінець 1968 року стали до ладу приміщення: в Шевченковому - 6 шт., в селищі Білий Колодязь - 2 шт., в Юрченковому - 1 шт. Молодняк вагою 150..220 кг поставляли колгоспи району. Але технологія відгодівлі була недосконалою. Приміщення для відгодівлі та вирощування худоби всередині декілька раз перероблялися то на прив'язне, то на безприв'язне утримання, а це потребувало значних коштів.
Сівозміна не була пристосована для одержання планового приросту ваги, була незбалансованою для забезпечення якості кормів.
У 1971 році до колгоспу імені Димитрова приєднали колгоспу імені Калініна (село Котовка), а пізніше додали ще і відгодівельний пункт Першого імені Петровського цукрокомбіната. Але бажаних результатів це не дало. Дуже рідко виконувався план по забезпеченню росту ваги тварин, продажу м'яса державі. Економіка господарства явно розвалювалась. Заборгованість по картотеці складала близько двох мільйонів карбованців. На фермах і в тракторних бригадах не було під'їзних шляхів з твердим покриттям, корми в основному роздавались вручну. Порушувалась технологічна та виробнича дисципліна. Майже зовсім не вирішувалось
питання, із соціальним розвитком і благоустроєм сіл, розташованих на території колгоспу.
У 1983 році господарство очолив М. І. Білецький, якому вдалося виправити ситуацію. Основний акцент зробили на поліпшення виробничої діяльності в питаннях вирощування цукрових буряків (на той час вони давали великі гроші), утримання та відгодівлі худоби. Докорінно змінили технологію вирощування цукристих, належним чином стали займатися створення кормової бази для тваринництва. В загальній структурі польових площ посіви кормових стали складати 45%.
Зміна організаційних форм роботи, зміцнення дисципліни, створення належних умов праці дозволили вже через два роки мити прибуток два мільйони карбованців. Це дозволило оновити техніку, здійснити реконструкцію та  благоустрій всіх ферм і тваринницьких приміщень. Були створені будівельні бригади, які здійснювали будівництво господарчим способом. Розвивалося житлове будівництво - кожного року споруджувалось більше десяти будинків.
Вдалося побудувати майже 20 км шляхів з твердим покриттям.
У селі є двоповерхова школа, яка була побудована та відкрита в 1997 році, будинок культури  та бібліотека. Постійно функціонує майже 55 років дитячий садок. На території громади є амбулаторія сімейного лікаря, яка оснащена новітніми приладами.
На території села знаходяться три історичні пам’ятки, а саме –
1 - Пам’ятник-комплекс «Братська могила 1942-1943 рр». До складу комплексу входять – пам'ятник збудований воїнам загиблим у період окупації території Юрченкове у 1967 р., братська могила, де поховано 29 воїнів загиблих у 1942-1943 р., могила-перезаховання в 1996 році воїнів, які померли в роки війни в шпиталі на території старої школи останки яких виявлені при будівництві нової школи.
2 - Пам’ятник загиблим воїнам односельчанам в роки громадянської війни 1918-1920 рр. та в роки ВВВ 1941-1945 рр. біля пам’ятника знаходиться стела  на якій  розміщені чотири меморіальні дошки з прізвищами загиблих  воїнів жителів села Юрченкове. Пам’ятник збудований у 1967 році.
3 – Пам’ятник Герою Радянського Союзу нашому односельчанину Лисенко Федору Константиновичу. Пам’ятник створений у 1967 році скульптором Приходько П.О. Також до 2016 року на території  села знаходився ще один пам’ятник діячеві  міжнародного комуністичного руху Георгію Димитрову, але в зв’язку з Законом України про декомунізацію у січні 2016 року був демонтований. У селі Шевченковому стоїть  пам’ятник воїнам – односельчанам загиблим у роки ВВВ 1941-1945 рр.
Станом на 1914 рік кількість мешканців зросла до 1724 осіб.
12 червня 2020 року, відповідно до Розпорядження Кабінету Міністрів України  № 725-р «Про визначення адміністративних центрів та затвердження територій територіальних громад Харківської області», увійшло до складу Вовчанської міської громади.
19 липня 2020 року, в результаті адміністративно-територіальної реформи та ліквідації Вовчанського району, село увійшло до складу Чугуївського району.
У зв'язку з децентралізацією, село Юрченкове перейшло до Чугуївського району Вовчанської міської ради з січня 2021 року.
Село Юрченкове та село Шевченкове (бувше Старіванівка та Другешевченкове)  з 2021 року входить до Юрченківського старостату Вовчанської міської ради, до Юрченківського старостату також увйшли села Пільна, Українське, Котівка, Бережне.

## Економіка
- «БЛИСКАВКА-1», сільськогосподарське ПП.

## Відомі уродженці
- Лисенко Федір Костянтинович (1913—1945) — Герой Радянського Союзу.
- Овчаренко Трохим Трохимович (1911—1963) — радянський військовик.